# Захисник Сєдов
«Захисник Сєдов» (рос. «Защитник Седов») — радянський середньометражний художній фільм 1988 року за повістю Іллі Звєрєва. В основу сюжету покладена реальна історія, що сталася в 1930-х роках з адвокатом Володимиром Львовичем Россельсом (1887—1971), якому присвячена повість Звєрєва.

## Сюжет
Дія стрічки відбувається в епоху єжовщини. До відомого адвоката Сєдова (В. Ільїн) приїжджають три жінки з села з проханням врятувати від несправедливого смертного вироку засуджених інтелігентів-фахівців. Сєдов не хоче братися за справу, яке несе ризик потрапити під політичні репресії, але під емоційним тиском жінок погоджується.
Встановивши грубі порушення закону при слідстві, він звертається зі скаргою до високопоставленого співробітника радянської юстиції (В. Ларіонов). Через деякий час в колегію, де працює Сєдов, входять кілька співробітників НКВС і запрошують адвоката проїхати з ними. Поїздка обертається зовсім несподіваним фіналом картини.

## У ролях
- Володимир Ільїн —  Володимир Сєдов
- Альбіна Матвєєва —  Ольга, дружина Сєдова
- Тамара Чернова —  Марія Антонівна
- Наталія Щукіна —  Катя
- Ігор Штернберг —  чоловік Каті
- Вацлав Дворжецький —  Осмоловський, ув'язнений
- Олександр Жарков —  чоловік Валі
- Петро Меркур'єв —  четвертий ув'язнений
- Всеволод Ларіонов —  прокурор
- Юрій Шерстньов — Коренєв
- Гарік Сукачов —  секретар суду Скрипко
- Сергій Сєров —  Матюхін, начальник в'язниці
- Володимир Хрульов —  Копєнкін
- Сергій Арцибашев —  референт Сергій Миколайович
- Михайло Ремізов —  Костя Звавич
- Тетяна Рогозіна —  Валя
- Олександр Калугін —  епізод
- Ерванд Арзуманян —  захисник
- Марія Барабанова —  прохачка
- Олександр Мохов —  начальник колегії захисників

## Знімальна група
- Сценарист: Марія Звєрєва
- Режисер-постановник: Євген Цимбал
- Оператор: Володимир Шевцик
- Композитор: Вадим Храпачов
- Художник:  Євген Черняєв